# Diane-Capelle
Diane-Capelle  est une commune française située dans le département de la Moselle, en région Grand Est.
Cette commune se trouve dans la région historique de Lorraine et fait partie du pays de Sarrebourg.

## Géographie
Située en Lorraine romane, dans le sud-est de la Moselle, la commune se caractérise par l'habitat lorrain de type village-rue.
| Rhodes      | Langatte      | Kerprich-aux-Bois |
| Languimberg | Diane-Capelle | Bebing            |
| Gondrexange |               | Barchain          |

### Géologie, relief et hydrographie
Diane-Capelle fait partie de la ZNIEFF du pays des étangs.

### Hydrographie
La commune est située dans le bassin versant du Rhin au sein du bassin Rhin-Meuse. Elle est drainée par le canal des houillères de la Sarre, le ruisseau de la Fontaine de Trois Francs, le ruisseau de l'Étang de la Petite Creusiere et le ruisseau du Rond Pre.
Le canal des houillères de la Sarre, d'une longueur totale de 65,1 km, prend sa source dans la commune de Gondrexange et se jette  dans la Sarre à Sarreguemines, après avoir traversé 24 communes.

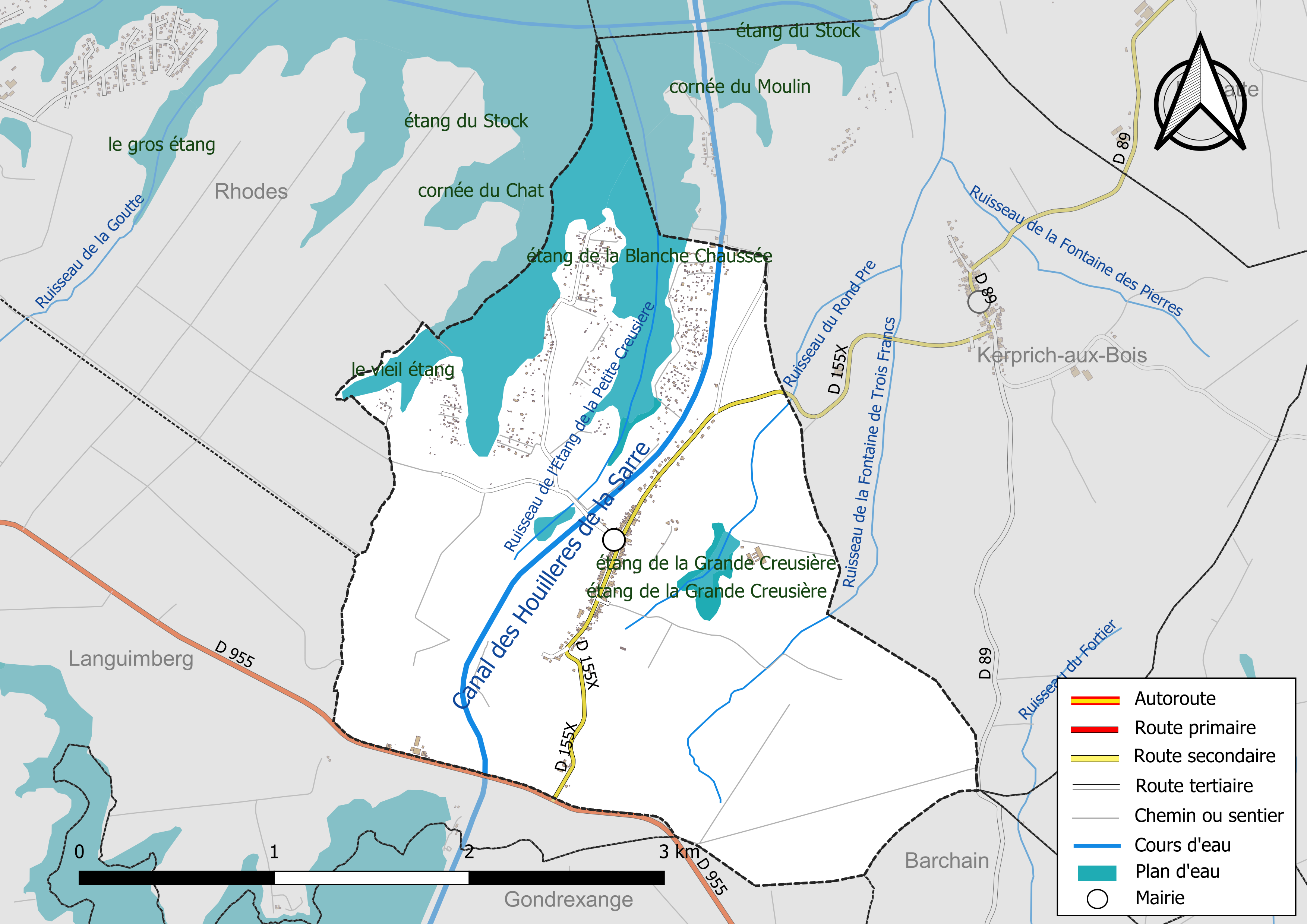
Réseaux hydrographique et routier de Diane-Capelle.

La qualité des eaux des principaux cours d’eau de la commune, notamment du canal des houillères de la Sarre, peut être consultée sur un site spécial géré par les agences de l'eau et l'Agence française pour la biodiversité.

### Climat
Pour des articles plus généraux, voir Climat du Grand Est et Climat de la Moselle.
En 2010, le climat de la commune est de type climat des marges montargnardes, selon une étude du Centre national de la recherche scientifique s'appuyant sur une série de données couvrant la période 1971-2000. En 2020, Météo-France publie une typologie des climats de la France métropolitaine dans laquelle la commune est exposée à un climat semi-continental et est dans la région climatique  Vosges, caractérisée par une pluviométrie très élevée (1 500 à 2 000 mm/an) en toutes saisons et un hiver rude (moins de 1 °C). 
Pour la période 1971-2000, la température annuelle moyenne est de 9,7 °C, avec une amplitude thermique annuelle de 16,7 °C. Le cumul annuel moyen de précipitations est de 883 mm, avec 12,2 jours de précipitations en janvier et 9,7 jours en juillet. Pour la période 1991-2020, la température moyenne annuelle observée sur la station météorologique de Météo-France la plus proche, « Nitting_sapc », sur la commune de Nitting à 10 km à vol d'oiseau, est de 10,4 °C et le cumul annuel moyen de précipitations est de 993,7 mm. 
La température maximale relevée sur cette station est de 37,9 °C, atteinte le 25 juillet 2019 ; la température minimale est de −19,4 °C, atteinte le 26 décembre 2010,,. 
Les paramètres climatiques de la commune ont été estimés pour le milieu du siècle (2041-2070) selon différents scénarios d'émission de gaz à effet de serre à partir des nouvelles projections climatiques de référence DRIAS-2020. Ils sont consultables sur un site spécial publié par Météo-France en novembre 2022.

## Urbanisme

### Typologie
Au 1er janvier 2024, Diane-Capelle est catégorisée commune rurale à habitat dispersé, selon la nouvelle grille communale de densité à sept niveaux définie par l'Insee en 2022.
Elle est située hors unité urbaine. Par ailleurs la commune fait partie de l'aire d'attraction de Sarrebourg, dont elle est une commune de la couronne,. Cette aire, qui regroupe 87 communes, est catégorisée dans les aires de 50 000 à moins de 200 000 habitants,.

### Occupation des sols
L'occupation des sols de la commune, telle qu'elle ressort de la base de données européenne d’occupation biophysique des sols Corine Land Cover (CLC), est marquée par l'importance des territoires agricoles (61,9 % en 2018), une proportion identique à celle de 1990 (61,9 %). La répartition détaillée en 2018 est la suivante : 
prairies (37,1 %), zones agricoles hétérogènes (19,9 %), forêts (19,1 %), eaux continentales (12,5 %), zones urbanisées (6,6 %), terres arables (4,8 %). L'évolution de l’occupation des sols de la commune et de ses infrastructures peut être observée sur les différentes représentations cartographiques du territoire : la carte de Cassini (XVIIIe siècle), la carte d'état-major (1820-1866) et les cartes ou photos aériennes de l'IGN pour la période actuelle (1950 à aujourd'hui).

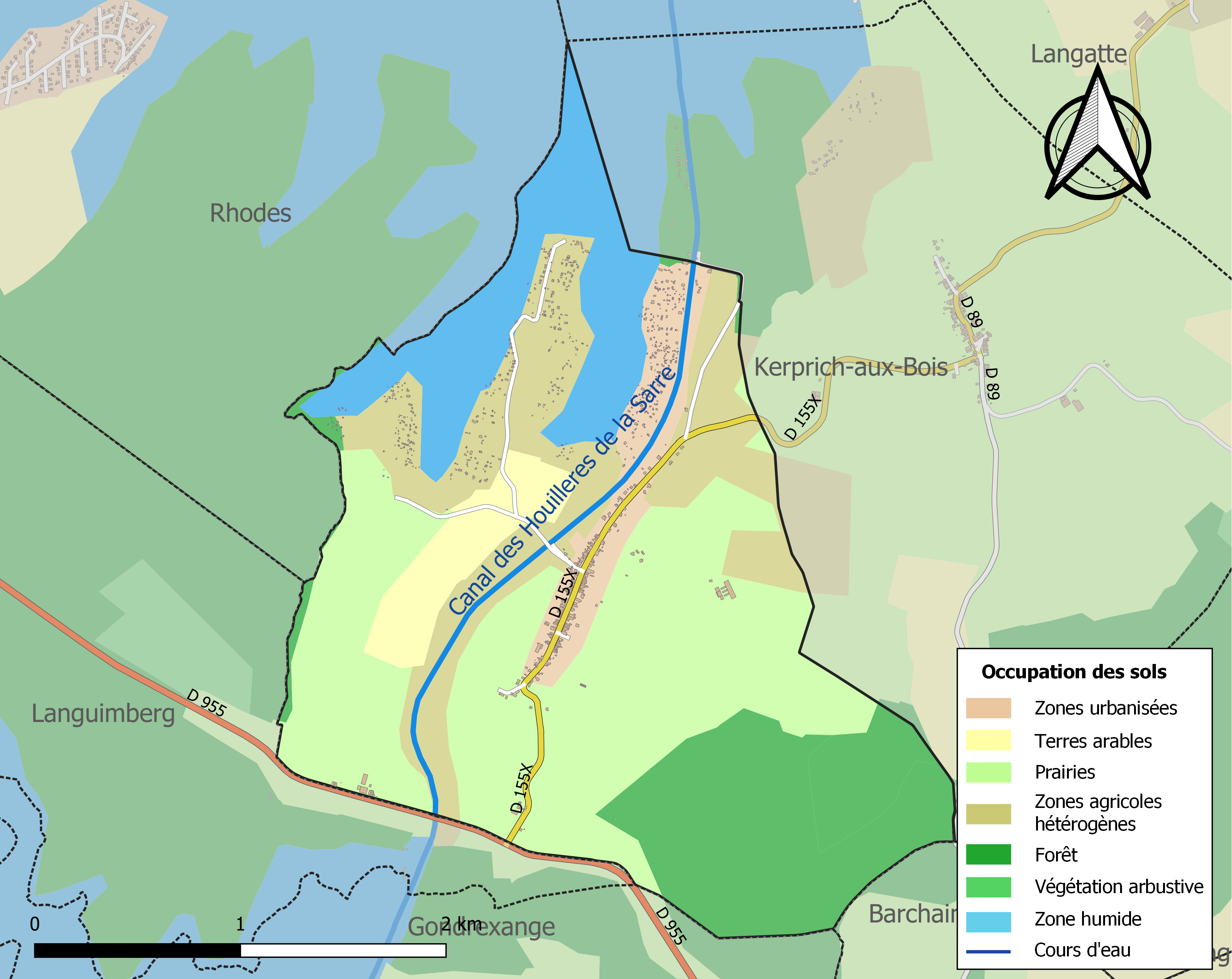
Carte des infrastructures et de l'occupation des sols de la commune en 2018 (CLC).

## Toponymie
Anciennes mentions : Cappelle (1427), Dianen Cappel  (1611), Diane Cappel (1650), Capel (1665), Cappe (1696), Diane Cappel (1793), Diane-Cappel (1801), Diane-la-Chapelle (1810).
Pendant les périodes allemandes : Kappel (1877), Dianen Kappel (1895), Jaegersdorf ou Jägersdorf (1940).
Au XIXe siècle, la commune est communément appelée Cape (c'est toujours le cas au début du XXIe siècle).

## Histoire

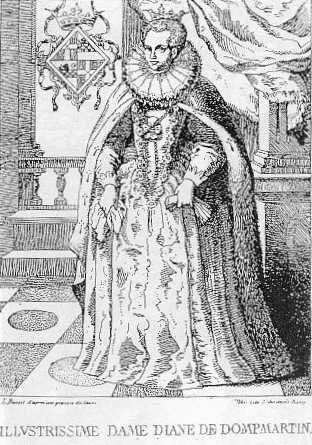
Diane de Dommartin marquise de Croÿ d'Havré, comtesse de Fontenoy, baronne de Fénétranges.

Jadis appelé Capelle, le village fut détruit  et reconstruit par  Diane de Dommartin,  comtesse de Fontenoy et baronne de Fénétrange, future marquise d'Havré et nommé ainsi en remerciement. Le village sera de nouveau dévasté pendant la Guerre de Trente Ans.
Le village de Diane-Capelle fut érigé à partir de 1611 sur le défrichement d’un bois appelé Cappel Walt.
Voici d'après la charte de fondation du 8 juin 1611, les limites de ban du futur village : « … Un bois appelé Cappel Walt, avec les tresches et terres y encloses, ainsi qu’il se contient, scis et scitué entre les villages de Kirprich, Gondressange, Rodde et Languimber. Les neufves bornes faisant la séparation dudit bois et de ceux du Sieur de Luzebourg du côté de Kirprich d’une part, la première desquelles est joinctant l’estang de ……….. Et la dernière au commencement du différent qu’est entre nous et ung seigneur évesque de Metz, l’étang de Cappel d’autre, lesdits bois dudit seigneur évesque de Metz d’un côté et la grosse estang de l’Estoc d’autre, non compris a ce que leur octroyons les bois dudit différent, ny les cinq estangs qui sont enclos audit bois de Cappel Walt que nous réservons, savoir : la Noir Estang, la Petite Crissier, la Grosse Crissier, Breite Weyer et la neufve Estang, ausquels ne voulons entendre qu’ils s’en approprient en façon que ce puisse estre … »
Cependant avant 1611 avait déjà existé un village, car sur une obligation de 100 florins faite en 1427 par Jean de Fénétrange à Coleman, archiprêtre de Videstroff, il est fait mention de l'étang situé près Cappel et du grand étang proche Fribourg.
Ce premier village avait été détruit au début du XVIe siècle.
Le nom Kappel ou Kapelle ou Chapelle figure pour la première fois dans un document du XIIIe siècle par lequel les fils Cuno et Bruno de Marbod de Malberg, seigneur de Fénétrange, se partagèrent les hameaux et villages de la seigneurie.
À la ligne dénommée Brackenkopf échurent les villages : Bärendorf, Kappel, Hilbesheim, Romelfing et Haut-Clocher.
Deux siècles plus tard, en 1425, un héritier de Blanche Fleur de Fénétrange, née von Falkenstein, le sieur Jean de Fénétrange-Brackenkopf, se voit attribuer des droits sur Kappel et sur l’étang.
Il semble que le XVIe siècle ait vu la destruction du village, puisque les seigneurs de Fénétrange, en particulier la famille Croÿ, les ducs du Rhin et Jacques de Landsberg, prennent part à la reconstruction de la localité dans le Kappelwald. L’acte d’érection est daté de juin 1611.
Le village prend le nom de Dianen-Cappel en souvenir de la princesse Diane de Croÿ, née Dommartin-Fontenoy. On retrouve après cette date parfois encore la dénomination Neu-Brackenkopf, probablement pour souligner l’origine de la lignée d’un des fils de Marbrod de Malberg. Cet acte ne fait aucune allusion à un établissement ancien et ne détermine rien quant à l’administration religieuse.
Mais les seigneurs se réservaient les dîmes et l’on aura plus tard réglé le droit de collation d’après celles-ci.
Plusieurs états du diocèse indiquent comme patrons le duc de Lorraine et le prince de Salm.
En 1710, Diane-Capelle appartient à la seigneurie de Fénétrange, dans le bailliage d'Allemagne. Après la suppression de celui-ci en 1751, Diane-Capelle est rattaché au bailliage de Fénétrange.
Sur un rapport présenté à ses supérieurs à la suite d’une visite canonique faite en 1714 dans les églises de l’archiprêtré de Sarrebourg, le chanoine Canon, archidiacre, souligne les difficultés survenues entre les curés de Kerprich et les paroissiens de Diane-Capelle. “ Comme sur ce qu’ils ne payaient rien ou pour d’autres raisons, le sieur curé de Kerprich a déclaré ne vouloir les desservir” C’est sans doute pour cette raison que Joseph Seron, alors vicaire général, annexa Diane-Capelle à Langatte. Mais bientôt un second décret changea la situation et les habitants retournèrent à Kerprich. Cette situation dura quinze ans, jusqu’à ce qu’un décret, en date du 17 avril 1729, érigea l’église en cure indépendante. Ce sont les ducs de Lorraine et même le roi qui interviennent pour la présentation à la cure.
Pendant cette période un seul nom, célèbre du reste, est à retenir : Jean Colson, curé de la paroisse, de 1775 à 1779, qui fut dans la suite membre de l'Assemblée constituante à Paris.
En 1802, Diane-Capelle est de nouveau annexe de Kerprich jusqu’en 1846. À partir de cette année-là, des curés résidant sur le territoire de la paroisse, administrent l'église Saint-Denis. (D'après les archives de la fabrique).
En 1940, pendant l'annexion allemande, les habitants francophones trop fidèles à la France furent expulsés en zone libre par l'administration allemande.

### Les Chenevières
Dans le temps, chaque paysan semait un petit champ de lin et de chanvre. C’est pour cela que les champs derrière le village s’appellent encore Chenevières.
Quand le chanvre était récolté, on le laissait pourrir dans les mares derrière les maisons. En 1954, il existait encore six trous d’eau à Diane-Capelle. Ensuite la paille de chanvre était broyée pour en retirer les fibres. On filait les brins et l’on portait le fil au tisserand. Le dernier tisserand du village s’appelait Duchêne : il occupait la maison de madame Calais. Un autre, François Gaudron avait son métier dans l’atelier du charron.

### Diane et Kerprich
En 1972, par la fusion des communes de Diane-Capelle et de Kerprich-aux-Bois, la commune de Diane-et-Kerprich est créée. En 1985, elle a été supprimée et les deux communes constituantes ont été rétablies.

### Crash d'un avion militaire
Le 14 septembre 1994 à 11 h 05, un Jaguar biplace à bord duquel le colonel commandant la base aérienne 136 Toul-Rosières a pris place, vient s'écraser sur l'axe principal du village de Diane-Capelle ; laissant un trou de plusieurs mètres de profondeur, endommageant plusieurs habitations autour mais sans faire de victimes civiles. Les deux pilotes se sont éjectés et le commandant de bord légèrement blessé après s'être éjecté 3 secondes avant l'impact.

## Politique et administration
| Période                                  | Période    | Identité        | Étiquette | Qualité     |
| ---------------------------------------- | ---------- | --------------- | --------- | ----------- |
| Les données manquantes sont à compléter. |            |                 |           |             |
| 1971                                     | mars 1995  | Frédéric Lerch  |           |             |
| 1995                                     | avril 2014 | Alain Gall      |           | Agriculteur |
| avril 2014                               | En cours   | Sylvie Schittly | DVD       | Retraitée   |

## Démographie
L'évolution du nombre d'habitants est connue à travers les recensements de la population effectués dans la commune depuis 1793. Pour les communes de moins de 10 000 habitants, une enquête de recensement portant sur toute la population est réalisée tous les cinq ans, les populations de référence des années intermédiaires étant quant à elles estimées par interpolation ou extrapolation. Pour la commune, le premier recensement exhaustif entrant dans le cadre du nouveau dispositif a été réalisé en 2007.

En 2022, la commune comptait 244 habitants, en évolution de +9,42 % par rapport à 2016 (Moselle : +0,52 %, France hors Mayotte : +2,11 %).
| 1793 | 1800 | 1806 | 1821 | 1831 | 1836 | 1841 | 1846 | 1851 |
| ---- | ---- | ---- | ---- | ---- | ---- | ---- | ---- | ---- |
| 268  | 277  | 386  | 485  | 485  | 570  | 532  | 542  | 509  |

| 1856 | 1861 | 1871 | 1875 | 1880 | 1885 | 1890 | 1895 | 1900 |
| ---- | ---- | ---- | ---- | ---- | ---- | ---- | ---- | ---- |
| 404  | 413  | 455  | 397  | 366  | 360  | 381  | 330  | 333  |

| 1905 | 1910 | 1921 | 1926 | 1931 | 1936 | 1946 | 1954 | 1962 |
| ---- | ---- | ---- | ---- | ---- | ---- | ---- | ---- | ---- |
| 326  | 341  | 312  | 278  | 268  | 254  | 244  | 257  | 246  |

| 1968 | 1975 | 1982 | 1990 | 1999 | 2006 | 2007 | 2012 | 2017 |
| ---- | ---- | ---- | ---- | ---- | ---- | ---- | ---- | ---- |
| 233  | 359  | 323  | 189  | 216  | 223  | 224  | 233  | 221  |

| 2022 | - | - | - | - | - | - | - | - |
| ---- | - | - | - | - | - | - | - | - |
| 244  | - | - | - | - | - | - | - | - |

## Culture locale et patrimoine

### Lieux et monuments
- passage d'une voie romaine au nord du village ; vestiges d'une villa ;

### Édifice religieux

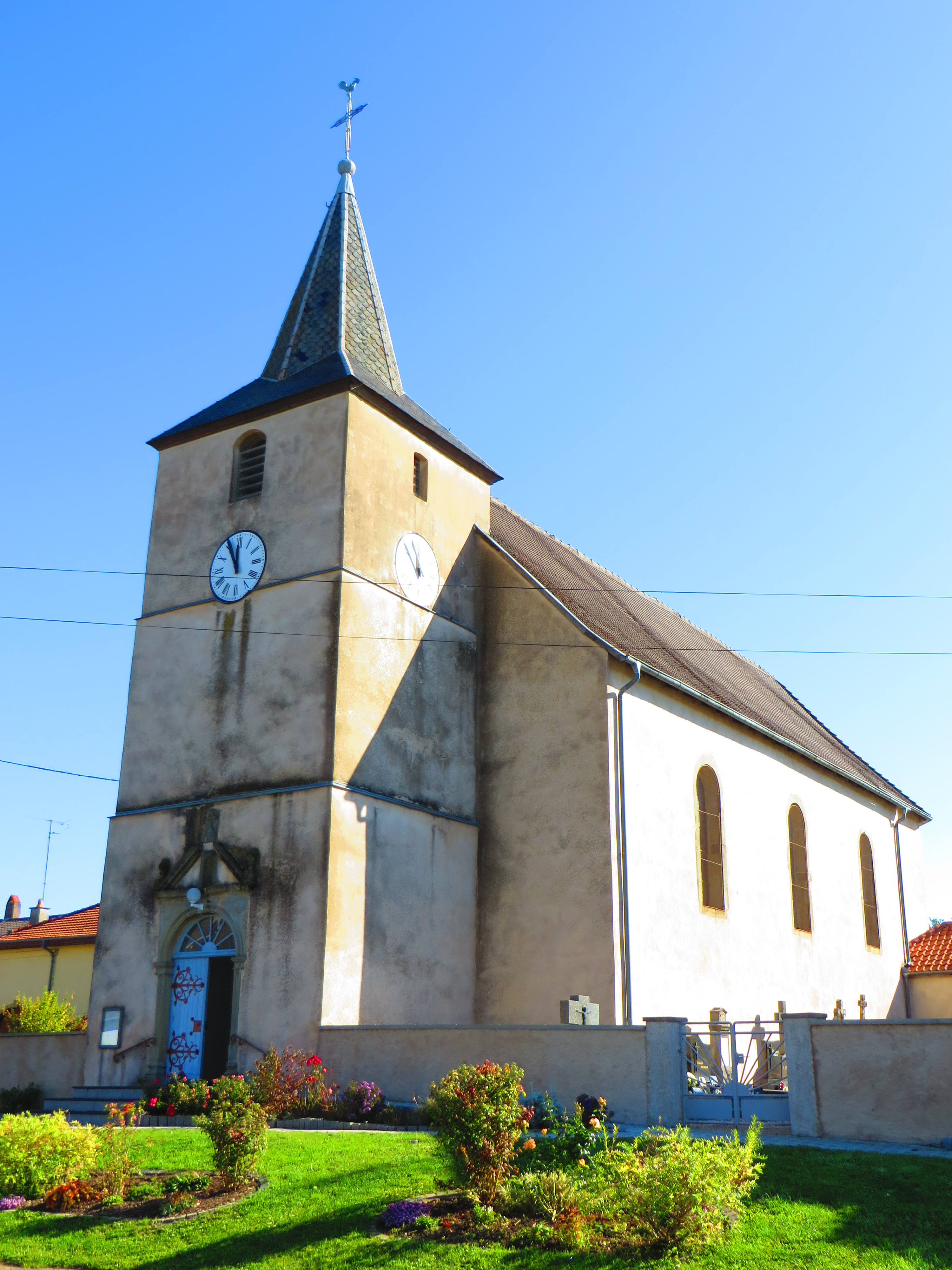
Église Saint-Denis.

- église Saint-Denis de 1715 ;

### Sites
- Plateau traversé par le canal des Houillères de la Sarre ;
- Écluse no 1 du canal des Houillères de la Sarre ;
- Nombreux étangs (dont l'étang du Stock) ;
- Sources ;
- Musée de la poupée (en construction)[23].

## Pour approfondir